# 北への競走
北への競走（きたへのきょうそう、英語: Race to the North）とは、19世紀終盤のイギリスにおいて、鉄道会社同士がロンドンとスコットランドの都市間の旅客列車所要時間を巡り、2回にわたってスピード競走をしたことに与えられた名称。

## 背景
イギリスの鉄道は、第一次世界大戦後に四大グループ化が行われるまでは、多数の私鉄に分かれて経営されていた。イギリスの首都ロンドンと地方都市を結ぶ路線も、方面ごとにいくつもの会社によって運営されていた。南北に細長いグレートブリテン島の南部にあるロンドンに対して、スコットランドは北部に位置し、ロンドンとスコットランドを結ぶ鉄道は島の背骨をなすペナイン山脈の両側に敷かれていた。東側の路線は東海岸線（イースト・コースト本線）、西側の路線は西海岸線（ウェスト・コースト本線）と呼ばれ、それぞれ別な会社が経営していた。
東海岸線は、ロンドンのキングス・クロス駅からグレート・ノーザン鉄道がヨークまで、さらにその北をノース・イースタン鉄道 (North Eastern Railway) がエディンバラのエディンバラ・ウェイバリー駅 (Edinburgh Waverley railway station) までを結んでおり、両社は協力して「フライング・スコッツマン」という急行列車を走らせていた。一方西海岸線は、ロンドンのユーストン駅からロンドン・アンド・ノース・ウェスタン鉄道 (London and North Western Railway) がカーライルまで、さらにその北をカレドニアン鉄道 (Caledonian Railway) がエディンバラのエディンバラ・プリンシーズ・ストリート駅 (Edinburgh Princes Street railway station) までを結んでおり、この両社も協力して急行列車を走らせていた。公式の愛称はなかったが、非公式に「デイ・スコッチ・エクスプレス」(Day Scotch Express) と呼ばれていた。
当初は両グループは棲み分けを図っていたが、やがて対立は激化し、所要時間短縮競争へとつながっていった。

## 第1回競走
1回目の競走は、ロンドンとエディンバラの間の所要時間を巡って行われた。双方の路線距離は、東海岸線で393.2 マイル（約632.7 km）、西海岸線で399.7 マイル（約643.1 km）と東海岸線の方が若干有利であった。また東海岸線には勾配らしい勾配はなかったのに対して、西海岸線にはシャップ峠 (Shap Summit) とビートック峠 (Beattock Summit) の勾配があり、この点でも東海岸線の方が有利であった。
競走が始まる前、東海岸線のフライング・スコッツマンはキングス・クロス駅を10時に出発し、エディンバラ・ウェイバリー駅に19時に到着する、所要時間9時間で運転していた。これに対して西海岸線のデイ・スコッチ・エクスプレスはユーストン駅を出発するのは同じ10時であるが、エディンバラ・プリンシーズ・ストリート駅に到着するのは20時と1時間遅く、所要時間10時間であった。しかし、フライング・スコッツマンは一等車と二等車のみで編成されていたのに対して、デイ・スコッチ・エクスプレスは三等車も連結していたため、労働者階級を中心に一定の需要を確保していた。ところが1887年11月、東海岸線の2社は、フライング・スコッツマンにも三等車の連結を開始し、乗客は西海岸線から東海岸線への転移を見せるようになった。これが競走の発端となった。
乗客を奪われた西海岸線側では、翌1888年6月2日から時刻変更を行い、重連運転を実施することによってデイ・スコッチ・エクスプレスの所要時間を1時間短縮して、エディンバラに東海岸線と同じ19時に到着するようにした。するとこれにさらに対抗して東海岸線は、運行する2社がそれぞれ10分ずつ所要時間を短縮し、さらに食堂車がまだ存在しなかったことから途中のヨークで設けられていた昼食のための停車を10分短縮することによって都合30分を短縮し、7月1日から所要8時間30分の18時30分着とした。8月1日になると、西海岸線ではやはり途中の所要時間短縮と昼食時間の短縮を行うことに加えて、グラスゴー行きの編成を途中で切り離してエディンバラ行きのみの軽い編成にすることで所要時間を8時間30分とし、18時30分着にした。ところが同日、東海岸線の列車はさらに加速して所要時間8時間の18時着とした。
こうなってくるともはや競走は泥沼化し、双方の機関士たちは意地に賭けて所要時間短縮を競った。ダイヤは連日書き換えられ、8月10日にはフライング・スコッツマンは7時間45分、8月12日にはデイ・スコッチ・エクスプレスは7時間38分、フライング・スコッツマンは7時間32分と短縮が進んだ。列車を軽くして高速化するために、客車の連結両数は減らされてしまい、乗客に対するサービスも経営上の効率も全く置き去りにされて、ただひたすら所要時間短縮だけが追求されていった。
あまりの競走に安全上やサービス上からの批判がおきたこともあって、8月14日になってようやく両者の幹部が集まり、8月中は東海岸線が7時間45分、西海岸線は8時間で走ること、9月以降はそれぞれがさらに30分ずつ遅くすることで合意した。8月31日、東海岸線は競走の最後を飾るための挑戦を行い、フライング・スコッツマンは所要7時間27分のコースレコードを刻んで、この競走の幕を引いた。これは途中の2回の機関車交換の時間を含んで、平均84.8 km/hで走ったことになる。

## 第2回競走
第2回の競走では、エディンバラよりさらに北にあるスコットランドの都市、アバディーンまでの所要時間を競った。東海岸線の会社は、エディンバラ以北を運行するノース・ブリティッシュ鉄道 (North British Railway) が加わる3社となったのに対して、西海岸線の会社は変わらず2社であった。西海岸線の路線はグラスゴーを経由してスコットランドを斜めに横断しアバディーンに至っていたのに対して、東海岸線の路線はエディンバラを経由し、フォース湾とテイ湾の2つの大きな湾を迂回してアバディーンへ至っていた。この迂回のために、アバディーンまではエディンバラまでと異なり、西海岸線の方が距離が短かった。ところが、1887年にテイ橋が、1890年にフォース鉄道橋が相次いで開通すると、西海岸線の540 マイル（約868.9 km）に対して東海岸線は523.5 マイル（約842.3 km）と距離が逆転することになった。
双方とも、ロンドンを20時に出発して翌朝にアバディーンに到着する夜行急行を運転していた。当初はどちらも12時間以上を要して翌朝8時過ぎに到着する列車であったが、この列車が競走の舞台となった。橋が開通した直後からじわじわと到着時刻は繰り上がっていき、1895年についに対立が火を噴くことになった。1895年7月1日から、西海岸線の列車はアバディーン到着を7時40分着とした。これに対抗して東海岸線の列車も7時20分着とした。7月16日になると、西海岸線は7時着に繰り上げ、さらに実際には6時47分に到着した。17日には6時21分到着と、ダイヤ上の到着時刻よりも早着していた。東海岸線もこれに対抗して7月22日には6時45分到着にダイヤを書き換え、さらに7月29日には6時25分着としたが、この日の西海岸線の到着時刻は6時5分でまだ大きく負けていた。30日にはついに西海岸線は5時59分着となり、アバディーンまでの所要時間が歴史上初めて10時間を切ることになった。
実は、東海岸側のノース・ブリティッシュ鉄道は、アバディーンまでの線路を完全には保有しておらず、その手前38 マイル（約61.1 km）の位置にあるキンナバー・ジャンクション (Kinnaber Junction) からライバルのカレドニアン鉄道の線路へ乗り入れなければならないという弱みを抱えていた。この合流点にある信号扱所に勤務している信号扱手は当然カレドニアン鉄道の職員であり、双方の列車がほぼ同時に接近してくると、東海岸線側の列車に停止信号を出して、西海岸線の列車に優先的に通行させている状況であった。早朝のキンナバー・ジャンクションでは、どちらの列車が先に接近してくるか、毎朝火花を散らしていた。
8月に入ると多客期のため一旦競走は収束したが、8月後半になって再開された。8月19日、東海岸線はアバディーン着5時40分のダイヤになり、実際には5時31分に到着したが、西海岸線は5時15分着と圧勝した。この段階になると、もはや乗客へのサービスは全く無視されるようになった。本来、夜行列車はとにかく速く走ればよいというものではなく、翌朝の適当な時間帯に目的地に到着することが重要なのであるが、そういった乗客の都合は全く無視されて、どんどんダイヤ上の到着時刻は繰り上がっていった。また、競走のために列車をできるだけ軽くすることが要求され、連結両数は減らされていって最終的にわずか客車2両になってしまった。さらに、本来鉄道では時刻表で定められた時刻より早く出発することは、乗客の乗り遅れを招くため回避されるべきものであるが、この時点ではもはやその原則は無視されてしまい、とにかく速く走れるだけ走れと会社上層部が機関士に命じる始末であった。西海岸線では、これによって乗り遅れた乗客を救済するために、第2列車を運行するほどであった。
8月21日、ついに東海岸線は4時40分着を実現し、15分差で西側に勝利した。この時は機関車交換5回を合計13分30秒で処理し、平均101.8 km/hで走破した。翌日、東海岸線は競走の中止を宣言し、ダイヤどおりに走らせることを決めた。しかし西海岸線は負けたまま引き下がるわけにはいかず、翌8月23日、最後の挑戦を試み、アバディーン着4時32分を達成した。この時の3回の機関車交換は合計8分30秒で処理し、平均107.8 km/hで走っていた。ロンドンとクルーの間253キロメートルをノンストップで走ったが、これを実現するために、途中の区間の線路に長さ数キロメートルの貯水槽を作り、運転中の機関車からホースを下ろして水をくみ上げることで給水したという。ここでついに手が打たれ、両者は協定を結んで、東が10時間25分、西が10時間30分の所要時間を守ることになり、スピードダウンが実施された。

## その後
第2回競走の翌1896年8月15日にプレストンで急行列車の脱線転覆事故があり、この列車がスピード競走の際の主役の列車だったこともあって、速度よりも安全性を求める世論が高まったことや、競走に伴うサービスダウンの弊害などから、それ以降はこのようなドラスティックな競走は見られなくなった。